# Luigi Cadorna
Luigi Cadorna (Pallanza, 4 de setembro de 1850 — Bordighera, 21 de dezembro de 1928) foi um político e marechal-de-campo italiano, famoso como comandante-em-chefe do exército de seu país durante a primeira parte da Primeira Guerra Mundial.
Cadorna é conhecido como um líder ineficaz, que não prezava muito a vida dos seus comandados. A sua competência estratégica é muito questionada por historiadores e acadêmicos e sua dureza com os próprios soldados fez com que sua reputação fosse muito negativa no seio do exército italiano.
O túnel 20 na strada delle 52 gallerie do monte Pasubio, construído durante as batalhas da Primeira Guerra Mundial, é nomeado em sua homenagem.

## Honrarias
- Cavaleiro da Grã-cruz da Ordem do Banho